# Droctulf
Droctulf (også Droctulft, Drocton) var en byzantinsk general af germansk afstamning, muligvis af sveber, alemanner eller langobarder afstamning. Han fulgte langobarderne ind i Italien i 569, men valgte i stedet af slutte sig til byzantinernes hær for at kæmpe imod dem. Han var allierede med den byzantinske kejser og paven.
Efter at den langobardiske hertug Faroald af Spoleto indtog havnen til den byzantinske fæstningsby Ravenna, fik Droctulf erobret den tilbage i 575-576. Han blev kortvarigt kastet i fængsel, men blev hurtigt løsladt igen og tjente som hærfører for de byzantinske styrker i Brescello omkring år 584. Han førte flere krige mod langobardernes konge Authari, hvorefter han blev sendt til Balkanhalvøen og Thrakien for at forsvare dem mod slaverne og avarerne, som truede fronten ved Donau. Han blev tildelt titlen dux of Reggio nell'Emilia.